# Czarny wąwóz
Czarny wąwóz (cz. Kainovo znamení) – polsko-czechosłowacki film sensacyjny z 1989 roku w reżyserii Janusza Majewskiego.

## Obsada
- Olaf Lubaszenko – Ludwik Machl
- Petr Čepek – kapitan Truxa
- Anna Majcher – Kitty, służąca w byłym zajeździe
- Michał Pawlicki – von Rozinsky
- Adam Ferency – Roman Zalewski
- Jiří Kodet – komisarz Lottes
- Sabina Laurinová – Lotka
- Jan Přeučil – Malc
- František Staněk – Klement
- Daniel Landa – Albin
- Borys Marynowski – pruski następca tronu

### Dubbing
- Wiktor Zborowski – kapitan Truxa
- Jerzy Kryszak – komisarz Lottes
- Marek Bargiełowski – inspektor
- Joanna Trzepiecińska – Lotka
- Marek Kondrat – narrator
- Stanisław Gawlik – radca
- Teresa Lipowska – gospodyni Ludwika
- Leszek Teleszyński – pruski następca tronu